# Spielvereinigung Bayreuth 1978-1979
Questa voce raccoglie le informazioni riguardanti la Spielvereinigung Bayreuth nelle competizioni ufficiali della stagione 1978-1979.

## Stagione
Nella stagione 1978-1979 il Bayreuth, allenato da Heinz Elzner, concluse il campionato di 2. Bundesliga al 2º posto. In Coppa di Germania il Bayreuth fu eliminato al terzo turno dal Bayer Leverkusen.

## Rosa
| N. |                     | Ruolo | Calciatore           |
| -- | ------------------- | ----- | -------------------- |
|    | Germania (bandiera) | P     | Wolfgang Mahr        |
|    | Germania (bandiera) | P     | Norbert Schumbrutzki |
|    | Germania (bandiera) | D     | Harald Bleckert      |
|    | Germania (bandiera) | D     | Reinhard Brendel     |
|    | Germania (bandiera) | D     | Rudolf Hannakampf    |
|    | Germania (bandiera) | D     | Ronald Schwarz       |
|    | Germania (bandiera) | C     | Klaus Brand          |
|    | Germania (bandiera) | C     | Wolfgang Breuer      |
|    | Germania (bandiera) | C     | Harald Dollhopf      |
|    | Germania (bandiera) | C     | Norbert Hofmann      |

| N. |                      | Ruolo | Calciatore        |
| -- | -------------------- | ----- | ----------------- |
|    | Germania (bandiera)  | C     | Herbert Horn      |
|    | Germania (bandiera)  | C     | Rolf Kaul         |
|    | Germania (bandiera)  | C     | Uwe Schreml       |
|    | Serbia (bandiera)    | A     | Miroljub Bozoljac |
|    | Germania (bandiera)  | A     | Werner Dorok      |
|    | Germania (bandiera)  | A     | Manfred Größler   |
|    | Danimarca (bandiera) | A     | Mogens Hansen     |
|    | Germania (bandiera)  | A     | Uwe Sommerer      |
|    | Germania (bandiera)  | A     | Heinz Tochtermann |

## Organigramma societario
Area tecnica
- Allenatore: Heinz Elzner
- Allenatore in seconda:
- Preparatore dei portieri:
- Preparatori atletici:

## Calciomercato

### Sessione estiva
| Acquisti | Acquisti     | Acquisti   | Acquisti |
| R.       | Nome         | da         | Modalità |
| -------- | ------------ | ---------- | -------- |
| A        | Werner Dorok | Norimberga |          |

| Cessioni | Cessioni     | Cessioni | Cessioni |
| R.       | Nome         | a        | Modalità |
| -------- | ------------ | -------- | -------- |
| C        | Paul Hupp    | Hanau 93 |          |
| C        | Günther Weiß | Würzburg |          |

### Sessione invernale
| Acquisti | Acquisti | Acquisti | Acquisti |
| R.       | Nome     | da       | Modalità |
| -------- | -------- | -------- | -------- |

| Cessioni | Cessioni | Cessioni | Cessioni |
| R.       | Nome     | a        | Modalità |
| -------- | -------- | -------- | -------- |

## Risultati

### 2. Bundesliga

#### Girone di andata
| Arbitro: | Treib |

|             |           |                                 |
| Metzger 42’ | Marcatori | 24’ Horn 49’ Sommerer 71’ Brand |

| Arbitro: | Walther |

|                                              |           |  |
| Brand 10’ Sommerer 80’ Hansen 83’ Breuer 85’ | Marcatori |  |

| Arbitro: | Schmidhuber |

|             |           |                         |
| Schmitt 15’ | Marcatori | 29’ Breuer 81’ Sommerer |

| Arbitro: | Hellwig |

|              |           |  |
| Sommerer 30’ | Marcatori |  |

| Arbitro: | Binninger |

|  |           |             |
|  | Marcatori | 32’ Brendel |

| Arbitro: | Kinzinger |

|                                   |           |                                        |
| Größler 8’ (rig.), 70’ Breuer 14’ | Marcatori | 35’ Zacher 54’ Dörflinger 76’ Smukalla |

| Arbitro: | Joos |

|                      |           |  |
| Klag 28’ Poulsen 76’ | Marcatori |  |

| Arbitro: | Röder |

|                                             |           |                          |
| Breuer 7’ Brendel 40’ Größler 58’ Brand 68’ | Marcatori | 65’, 70’ Seiler 78’ Bitz |

| Arbitro: | Walz |

|                     |           |              |
| Warken 26’ Beck 88’ | Marcatori | 25’ Sommerer |

| Arbitro: | Ross |

|                      |           |                  |
| Brand 20’ Breuer 72’ | Marcatori | 35’ Hinterberger |

| Arbitro: | Clajus |

|               |           |                                         |
| Heck 17’, 79’ | Marcatori | 7’, 89’ Bleckert 38’ Hansen 67’ Brendel |

| Arbitro: | Röder |

|            |           |            |
| Breuer 30’ | Marcatori | 15’ Krauth |

| Arbitro: | Wohlfarth |

|              |           |  |
| Sommerer 47’ | Marcatori |  |

| Arbitro: | Schmoock |

|              |           |  |
| Stempfle 62’ | Marcatori |  |

| Arbitro: | Messmer |

|                   |           |                          |
| Sommerer 33’, 56’ | Marcatori | 82’ Schade 85’ Grawunder |

| Arbitro: | Treib |

|                        |           |              |
| Metzler 50’ Bührer 65’ | Marcatori | 88’ Sommerer |

| Arbitro: | Dilg |

|                                |           |                                            |
| Hansen 3’, 5’, 17’ Größler 63’ | Marcatori | 76’ Dymalla 84’ Schwemmle 87’ Oleknavicius |

| Arbitro: | Walz |

|          |           |                |
| Ruck 81’ | Marcatori | 68’ Hannakampf |

| Arbitro: | Vielsack |

|                                                                                       |           |               |
| Horn 38’ Hansen 41’, 54’ Bleckert 45’ Größler 61’ (rig.) Sommerer 70’ Tochtermann 72’ | Marcatori | 22’ Schindler |

#### Girone di ritorno
| Arbitro: | Ulm |

|                                 |           |                          |
| Größler 32’ (rig.) Sommerer 69’ | Marcatori | 40’ Herberth 75’ Metzger |

| Arbitro: | Walther |

|  |           |                                    |
|  | Marcatori | 43’ (rig.), 72’ Größler 60’ Breuer |

| Arbitro: | Correll |

|                              |           |  |
| Sommerer 37’ Hansen 48’, 63’ | Marcatori |  |

| Arbitro: | Wohlfarth |

|                       |           |                             |
| Lüders 21’ Brinsa 86’ | Marcatori | 1’ Hansen 12’, 27’ Sommerer |

| Arbitro: | Röder |

|                |           |  |
| Dorok 20’, 33’ | Marcatori |  |

| Arbitro: | Kuhn |

|                                                 |           |                        |
| Bury 14’ Susser 25’ Löw 33’, 69’ Dörflinger 60’ | Marcatori | 55’ Hofmann 87’ Breuer |

| Arbitro: | Hellwig |

|                         |           |          |
| Breuer 50’ Sommerer 70’ | Marcatori | 89’ Bihn |

| Arbitro: | Schumann |

|           |           |             |
| Krause 6’ | Marcatori | 57’ Größler |

| Arbitro: | Aldinger |

|            |           |            |
| Hansen 72’ | Marcatori | 22’ Warken |

| Fürth 31 marzo 1979 29ª giornata | Fürth    | 0 – 0 referto | Bayreuth | Sportpark Ronhof (8 300 spett.)\| Arbitro: \| Theobald \| |
| Arbitro:                         | Theobald |               |          |                                                           |

| Arbitro: | Walz |

|                                 |           |                 |
| Größler 41’ (rig.) Sommerer 79’ | Marcatori | 22’, 70’ Künkel |

| Arbitro: | Regneri |

|                                       |           |                               |
| Wiesner 2’ Bold 57’ Krauth 78’ (rig.) | Marcatori | 17’, 35’ Sommerer 68’ Brendel |

| Arbitro: | Niebergall |

|                            |           |                              |
| Pisch 48’ Pradt 78’ (rig.) | Marcatori | 5’ Größler 57’, 86’ Sommerer |

| Arbitro: | Gschwender |

|                         |           |  |
| Sommerer 29’ Breuer 60’ | Marcatori |  |

| Arbitro: | Vielsack |

|                     |           |  |
| Dickkopf 69’ (rig.) | Marcatori |  |

| Arbitro: | Wohlfarth |

|                             |           |            |
| Breuer 14’, 80’ Größler 60’ | Marcatori | 86’ Bührer |

| Arbitro: | Therre |

|             |           |                                                  |
| Dymalla 89’ | Marcatori | 4’, 53’ Breuer 40’ Größler 56’ Sommerer 59’ Horn |

| Arbitro: | Messmer |

|                               |           |                                                       |
| Größler 46’ (rig.) Hansen 73’ | Marcatori | 1’ Posniak 15’ Klein 37’ Hofmann 40’ (rig.) Killmaier |

| Arbitro: | Röder |

|            |           |                                                     |
| Keller 84’ | Marcatori | 11’ Dorok 18’ Hofmann 68’ Größler 73’, 90’ Sommerer |

### Coppa di Germania
| Arbitro: | Ermer |

|  |           |                                                        |
|  | Marcatori | 16’ Sommerer 55’, 84’ Brand 57’ Breuer 77’ Tochtermann |

| Arbitro: | Correll |

|                                                                         |           |  |
| Breuer 1’, 40’ Sommerer 18’ Größler 36’ Hannakampf 55’ (rig.) Dorok 57’ | Marcatori |  |

| Arbitro: | Hontheim |

|               |           |  |
| Bruckmann 14’ | Marcatori |  |

## Statistiche

### Statistiche di squadra
| Competizione      | Punti | In casa | In casa | In casa | In casa | In casa | In casa | In trasferta | In trasferta | In trasferta | In trasferta | In trasferta | In trasferta | Totale | Totale | Totale | Totale | Totale | Totale | DR  |
| Competizione      | Punti | G       | V       | N       | P       | Gf      | Gs      | G            | V            | N            | P            | Gf           | Gs           | G      | V      | N      | P      | Gf     | Gs     | DR  |
| ----------------- | ----- | ------- | ------- | ------- | ------- | ------- | ------- | ------------ | ------------ | ------------ | ------------ | ------------ | ------------ | ------ | ------ | ------ | ------ | ------ | ------ | --- |
| 2. Bundesliga     | 52    | 19      | 12      | 6       | 1       | 48      | 25      | 19           | 9            | 4            | 6            | 38           | 28           | 38     | 21     | 10     | 7      | 86     | 53     | +33 |
| Coppa di Germania | -     | 1       | 1       | 0       | 0       | 6       | 0       | 2            | 1            | 0            | 1            | 5            | 1            | 3      | 2      | 0      | 1      | 11     | 1      | +10 |
| Totale            | 52    | 20      | 13      | 6       | 1       | 54      | 25      | 21           | 10           | 4            | 7            | 43           | 29           | 41     | 23     | 10     | 8      | 97     | 54     | +43 |

### Andamento in campionato
| Giornata  | 1 | 2 | 3 | 4 | 5 | 6 | 7 | 8 | 9 | 10 | 11 | 12 | 13 | 14 | 15 | 16 | 17 | 18 | 19 | 20 | 21 | 22 | 23 | 24 | 25 | 26 | 27 | 28 | 29 | 30 | 31 | 32 | 33 | 34 | 35 | 36 | 37 | 38 |
| --------- | - | - | - | - | - | - | - | - | - | -- | -- | -- | -- | -- | -- | -- | -- | -- | -- | -- | -- | -- | -- | -- | -- | -- | -- | -- | -- | -- | -- | -- | -- | -- | -- | -- | -- | -- |
| Luogo     | T | C | T | C | T | C | T | C | T | C  | T  | C  | C  | T  | C  | T  | C  | T  | C  | C  | T  | C  | T  | C  | T  | C  | T  | C  | T  | C  | T  | T  | C  | T  | C  | T  | C  | T  |
| Risultato | V | V | V | V | V | N | P | V | P | V  | V  | N  | V  | P  | N  | P  | V  | N  | V  | N  | V  | V  | V  | V  | P  | V  | N  | N  | N  | N  | N  | V  | V  | P  | V  | V  | P  | V  |
| Posizione | 2 | 1 | 1 | 1 | 1 | 1 | 1 | 1 | 3 | 2  | 2  | 2  | 3  | 4  | 3  | 4  | 3  | 3  | 3  | 4  | 2  | 2  | 2  | 1  | 1  | 1  | 1  | 2  | 2  | 2  | 2  | 2  | 2  | 2  | 2  | 2  | 2  | 2  |

Legenda:

Luogo: C = Casa; T = Trasferta. Risultato: V = Vittoria; N = Pareggio; P = Sconfitta.

### Statistiche dei giocatori
| Giocatore       | 2. Bundesliga | 2. Bundesliga | 2. Bundesliga | 2. Bundesliga | Relegation Bundesliga | Relegation Bundesliga | Relegation Bundesliga | Relegation Bundesliga | Coppa di Germania | Coppa di Germania | Coppa di Germania | Coppa di Germania | Totale   | Totale | Totale      | Totale     |
| Giocatore       | Presenze      | Reti          | Ammonizioni   | Espulsioni    | Presenze              | Reti                  | Ammonizioni           | Espulsioni            | Presenze          | Reti              | Ammonizioni       | Espulsioni        | Presenze | Reti   | Ammonizioni | Espulsioni |
| --------------- | ------------- | ------------- | ------------- | ------------- | --------------------- | --------------------- | --------------------- | --------------------- | ----------------- | ----------------- | ----------------- | ----------------- | -------- | ------ | ----------- | ---------- |
| H. Bleckert     | 38            | 3             | 5             | 0             | 2                     | 0                     | 0                     | 0                     | 3                 | 0                 | 0                 | 0                 | 43       | 3      | 5           | 0          |
| M. Bozoljac     | 0             | 0             | 0             | 0             | 0                     | 0                     | 0                     | 0                     | 1                 | 0                 | 0                 | 0                 | 1        | 0      | 0           | 0          |
| K. Brand        | 37            | 4             | 7             | 0             | 2                     | 0                     | 0                     | 0                     | 3                 | 2                 | 0                 | 0                 | 42       | 6      | 7           | 0          |
| R. Brendel      | 36            | 4             | 0             | 0             | 2                     | 0                     | 0                     | 0                     | 2                 | 0                 | 0                 | 0                 | 40       | 4      | 0           | 0          |
| W. Breuer       | 35            | 14            | 1             | 0             | 2                     | 0                     | 0                     | 0                     | 3                 | 3                 | 0                 | 0                 | 40       | 17     | 1           | 0          |
| H. Dollhopf     | 2             | 0             | 0             | 0             | 0                     | 0                     | 0                     | 0                     | 0                 | 0                 | 0                 | 0                 | 2        | 0      | 0           | 0          |
| W. Dorok        | 23            | 3             | 2             | 0             | 1                     | 0                     | 0                     | 0                     | 1                 | 1                 | 0                 | 0                 | 25       | 4      | 2           | 0          |
| M. Größler      | 38            | 15            | 9             | 0             | 2                     | 1                     | 0                     | 0                     | 3                 | 1                 | 2                 | 0                 | 43       | 17     | 11          | 0          |
| R. Hannakampf   | 37            | 1             | 3             | 0             | 2                     | 0                     | 0                     | 0                     | 3                 | 1                 | 1                 | 0                 | 42       | 2      | 4           | 0          |
| M. Hansen       | 28            | 12            | 3             | 0             | 2                     | 0                     | 0                     | 0                     | 2                 | 0                 | 0                 | 0                 | 32       | 12     | 3           | 0          |
| N. Hofmann      | 33            | 2             | 0             | 2             | 2                     | 0                     | 0                     | 0                     | 3                 | 0                 | 0                 | 0                 | 38       | 2      | 0           | 2          |
| H. Horn         | 36            | 3             | 2             | 1             | 2                     | 1                     | 0                     | 0                     | 3                 | 0                 | 0                 | 0                 | 41       | 4      | 2           | 1          |
| R. Kaul         | 33            | 0             | 4             | 0             | 2                     | 0                     | 0                     | 0                     | 3                 | 0                 | 0                 | 0                 | 38       | 0      | 4           | 0          |
| W. Mahr         | 38            | 0             | 0             | 0             | 2                     | 0                     | 0                     | 0                     | 3                 | 0                 | 0                 | 0                 | 43       | 0      | 0           | 0          |
| U. Schreml      | 1             | 0             | 0             | 0             | 0                     | 0                     | 0                     | 0                     | 0                 | 0                 | 0                 | 0                 | 1        | 0      | 0           | 0          |
| N. Schumbrutzki | 1             | 0             | 0             | 0             | 0                     | 0                     | 0                     | 0                     | 0                 | 0                 | 0                 | 0                 | 1        | 0      | 0           | 0          |
| R. Schwarz      | 1             | 0             | 0             | 0             | 0                     | 0                     | 0                     | 0                     | 0                 | 0                 | 0                 | 0                 | 1        | 0      | 0           | 0          |
| U. Sommerer     | 36            | 24            | 5             | 0             | 1                     | 0                     | 0                     | 0                     | 3                 | 2                 | 0                 | 0                 | 40       | 26     | 5           | 0          |
| H. Tochtermann  | 22            | 1             | 0             | 1             | 0                     | 0                     | 0                     | 0                     | 1                 | 1                 | 0                 | 0                 | 23       | 2      | 0           | 1          |